# Mario Antonio Núñez
Mario Antonio Núñez Villarroel (Rancagua, 2 de marzo de 1976), exfutbolista chileno. Jugaba de delantero y actualmente está retirado. Es ídolo y tercer goleador histórico de  O'Higgins con 82 anotaciones.

## Carrera
Se formó en las divisiones inferiores de O'Higgins de Rancagua, debuta en el club minero en 1995 cuando era dirigido por Roberto Hernández jugando cinco partidos. Tras no ver minutos, en 1997 compra su pase y va a probar suerte a diferentes equipos de Argentina, pero terminó volviendo a O'Higgins. En 1998 lidera el retorno del equipo a primera división bajo la conducción de René Serrano. En 1999, se convierte en goleador del campeonato de Primera División con 34 anotaciones, formando una recordada dupla con Jaime González.
En 2000 juega el torneo de Apertura y la 1° parte del campeonato nacional por Universidad Católica. A mediados de año ficha por el Salamanca de España, en donde tuvo un frustrado paso por la falta de pasaporte comunitario.
En agosto de ese mismo año firmó por Independiente, de Argentina, en donde solamente jugó 3 partidos sin marcar goles. En 2001, regresa a Universidad Católica, en donde jugó 18 partidos, marcando 6 goles. Tras ser marginado del cuadro Cruzado por el entrenador Juvenal Olmos, ficha por el Neftochimic Burgas de Bulgaria, en donde no tuvo mucho éxito.
En el Clausura 2002 regresa al fútbol chileno fichando en Palestino, en donde estuvo hasta mediados de 2003, en donde se convierte en jugador de Rangers y se mantiene hasta 2004.
Entre mediados del año 2004 y todo el año 2006 jugó en O'Higgins, logrando el ascenso en 2005 y llegando a semifinales el año siguiente. Los goles de estas temporadas, lo llevaron a convertirse en el tercer goleador de la historia celeste con 82 conquistas.
Em 2007 fichó por Osorno de la Primera B, equivalente a la Segunda División Chilena, donde es campeón de la categoría. El año 2008 juega en Primera División, pero su club desciende a Primera B en ese mismo año.
El año 2009 jugó en Coquimbo Unido de la Primera B. Al año siguiente, retornó a Provincial Osorno , equipo con el cual desciende a Tercera División, tras perder el duelo por el descenso a esa categoría contra Deportes Copiapó.
En el año 2011 fichó en Magallanes, equipo en el que juega su última temporada profesional.
Actualmente se desempeña en la Minera El Teniente.

## Selección nacional
El año 2000 juega 7 partidos por la Selección chilena, marcando 2 goles. fue nominado para la primera fecha de las clasificatorias para Corea-Japón 2002, no siendo citado.

#### Participaciones en Clasificatorias a Copas del Mundo
| Eliminatorias                    | Resultado | Posición | PJ |
| -------------------------------- | --------- | -------- | -- |
| Eliminatorias Corea y Japón 2002 | Eliminado | 10.º     | 0  |

### Partidos internacionales
| 1     | 29 de enero de 2000   | Estadio Francisco Sánchez Rumoroso, Coquimbo, Chile           | Chile      | 1-2 | Estados Unidos |         |  | Nelson Acosta | Amistoso                  |
| 2     | 2 de febrero de 2000  | Estadio Ricardo Saprissa, Tibás, Costa Rica                   | Costa Rica | 1-0 | Chile          |         |  | Nelson Acosta | Amistoso                  |
| 3     | 5 de febrero de 2000  | Estadio Nacional Mateo Flores, Ciudad de Guatemala, Guatemala | Guatemala  | 2-1 | Chile          |         |  | Nelson Acosta | Amistoso                  |
| 4     | 9 de febrero de 2000  | Estadio Municipal, Valparaíso, Chile                          | Chile      | 1-0 | Australia      |         |  | Nelson Acosta | Copa Ciudad de Valparaíso |
| 5     | 12 de febrero de 2000 | Estadio Municipal, Valparaíso, Chile                          | Chile      | 3-2 | Bulgaria       | Anotado |  | Nelson Acosta | Copa Ciudad de Valparaíso |
| 6     | 15 de febrero de 2000 | Estadio Municipal, Valparaíso, Chile                          | Chile      | 0-2 | Eslovaquia     |         |  | Nelson Acosta | Copa Ciudad de Valparaíso |
| 7     | 22 de marzo de 2000   | Estadio Nacional, Santiago, Chile                             | Chile      | 5-2 | Honduras       | Anotado |  | Nelson Acosta | Amistoso                  |
| Total | Presencias            | 7                                                             | Goles      | 2   |                |         |  |               |                           |

| Selección chilena | Selección chilena | Selección chilena |
| Año               | Partidos          | Goles             |
| ----------------- | ----------------- | ----------------- |
| 2000              | 7                 | 2                 |
| Total             | 7                 | 2                 |

## Clubes
| Club                   | País      | Año       |
| ---------------------- | --------- | --------- |
| O'Higgins              | Chile     | 1995-1999 |
| Universidad Católica   | Chile     | 2000      |
| Salamanca              | España    | 2000      |
| Independiente          | Argentina | 2000      |
| Universidad Católica   | Chile     | 2001      |
| PFC Neftochimic Burgas | Bulgaria  | 2002      |
| Palestino              | Chile     | 2002-2003 |
| Rangers                | Chile     | 2003-2004 |
| O'Higgins              | Chile     | 2005-2006 |
| Provincial Osorno      | Chile     | 2007-2008 |
| Coquimbo Unido         | Chile     | 2009      |
| Provincial Osorno      | Chile     | 2010      |
| Magallanes             | Chile     | 2011      |

## Palmarés

### Títulos nacionales
| Título             | Club              | País  | Año  |
| ------------------ | ----------------- | ----- | ---- |
| Primera B de Chile | Provincial Osorno | Chile | 2007 |

### Distinciones individuales
| Distinción                                                                    | Año  |
| ----------------------------------------------------------------------------- | ---- |
| Máximo Goleador de la Primera B de Chile (19 goles)                           | 1998 |
| Mejor goleador mundial de Primera División según la IFFHS (34 goles)          | 1999 |
| Equipo ideal del año                                                          | 1999 |
| Máximo Goleador de la Primera División de Chile (34 goles)                    | 1999 |
| Incluido en el equipo ideal del Siglo de O'Higgins en votación de los Hinchas | 1999 |
| Máximo Goleador de la Primera B de Chile (19 goles)                           | 2007 |